# AVN Award/Trans Performer of the Year
Der AVN Award for Trans Performer of the Year, 2019–21 vergeben als AVN Award for Transgender Performer of the Year, bis 2018 AVN Award for Transsexual Performer of the Year, ist ein Preis der US-amerikanischen Pornobranche, der seit 2004 jedes Jahr im Rahmen der AVN Awards von Adult Video News in Las Vegas vergeben wird. Damit werden transgeschlechtliche Darsteller für die beste Leistung innerhalb des Jahres gewürdigt. Seit 2013 wird der Preis als einer der Hauptpreise während der Veranstaltung auf der Bühne vergeben.
Es können sowohl Transmänner als auch Transfrauen ausgezeichnet werden, der Großteil der Nominierten und Gewinner besteht jedoch aus Transfrauen. Buck Angel ist bisher der einzige Transmann, der den Preis gewinnen konnte. Rekordgewinnerin des Preises ist Aubrey Kate mit drei Siegen. Bailey Jay, Vaniity, Venus Lux und Emma Rose haben den Preis je zweimal erhalten.

## Gewinner und Nominierte
| Jahr | Bild | Gewinner       | Nominierungen |
| ---- | ---- | -------------- | --- |
| 2004 |      | Vaniity        | Gia Darling Vo D'Balm Fabiane de la Costa Joanna Jet Nomi X |
| 2005 |      | Vicki Richter  | Vo D'Balm Gia Darling Danielle Foxxx Joanna Jet Fabiola Mebarek Vaniity |
| 2006 |      | Gia Darling    | Joanna Jet Vicki Richter Wendy Williams |
| 2007 |      | Buck Angel     | Gia Darling Danielle Foxxx Joanna Jet Allanah Starr Holly Sweet Vaniity Wendy Williams                                                                                                   |
| 2008 |      | Allanah Starr  | Buck Angel Khloe Hart Sexy Jade Kourtney Yasmin Lee Carla Novaes Thays Schiavinato Vaniity Vicki Richter Wendy Williams                                                                  |
| 2009 |      | Wendy Williams | Buck Angel Brittany Coxxx Natassia Dreams Jesse Flores Foxxy Jessica Host Yasmine Lee Vicki Richter Holly Sweet                                                                          |
| 2010 |      | Kimber James   | Buck Angel Celeste (IV) (Trans) Sexy Jade Jesse Joanna Jet Olivia Love Anna Paula Samadat Hazel Tucker Wendy Williams                                                                    |
| 2011 |      | Bailey Jay     | Morgan Bailey Hera C Celeste Natalia Coxxx Amy Daly Jesse Flores Foxxy Mia Isabella Kimber James Hazel Tucker Wendy Williams                                                             |
| 2012 |      | Bailey Jay     | Celeste Amy Daly Morgan Bailey Jesse Flores Mia Isabella Joanna Jet Yasmin Lee Madison Montag Domino Presley Aly Sinclair Brittany St. Jordan Juliette Stray Hazel Tucker Wendy Williams |
| 2013 |      | Vaniity        | Celeste Amy Daly Danni Daniels Jessica Fox Joanna Jet Eva Lin Venus Lux Sunshyne Monroe Aly Sinclair Brittany St. Jordan Tiffany Starr Wendy Summers Sarina Valentina Wendy Williams     |
| 2014 |      | Eva Lin        | Buck Angel Natassia Dreams Danika Dreamz Jesse Flores Jessica Fox Foxxy Kelli Lox Venus Lux Jane Marie Carmen Moore Tiffany Starr Wendy Summers Sarina Valentina Vaniity                 |
| 2015 |      | Venus Lux      | Jonelle Brooks Chanel Couture James Darling Jessy Dubai Foxxy Khloe Hart Kelly Klaymour Eva Lin Kelli Lox Chelsea Poe Tyra Scott Tiffany Starr Vaniity Wendy Williams                    |
| 2016 |      | Venus Lux      | Jonelle Brooks Delia DeLions Jessy Dubai Foxxy Vixxen Goddess Sienna Grace Khloe Hart Aubrey Kate Kelli Lox Kylie Maria Carla Novaes Holly Parker Chelsea Poe Tyra Scott                 |
| 2017 |      | Aubrey Kate    | Michelle Austin Aspen Brooks Jessy Dubai Jessica Fox Foxxy Nina Lawless Kelli Lox Venus Lux Chelsea Marie Sunshyne Monroe Chelsea Poe Domino Presley Isabella Sorrenti Stefani Special   |
| 2018 |      | Aubrey Kate    | Foxxy Dicky Johnson Casey Kisses Venus Lux Natalie Mars Tori Mayes Marissa Minx Mandy Mitchell Sunshyne Monroe Chanel Santini Alexa Scout Stefani Special Shiri Trap Freya Wynn          |
| 2019 |      | Chanel Santini | Shiri Allwood Michelle Austin Aspen Brooks Kayleigh Coxx Korra Del Rio Foxxy Aubrey Kate Khloe Kay Lena Kelly Casey Kisses Annabelle Lane Natalie Mars Domino Presley Tyler St. Syn      |
| 2020 |      | Natalie Mars   | Shiri Allwood Kayleigh Coxx Korra Del Rio Ella Hollywood Aubrey Kate Khloe Kay Lena Kelly Casey Kisses Lianna Lawson Chelsea Marie Marissa Minx Ryder Monroe Chanel Santini Daisy Taylor |
| 2021 |      | Aubrey Kate    | Shiri Allwood Aspen Brooks Kayleigh Coxx Korra Del Rio Natassia Dreams Foxxy Jenna Gargles Ella Hollywood Khloe Kay Casey Kisses Natalie Mars Ryder Monroe Lena Moon Daisy Taylor        |
| 2022 |      | Casey Kisses   | Melanie Brooks Erica Cherry Korra Del Rio Aubrey Kate Nicole Knight Lianna Lawson Natalie Mars Ivory Mayhem Lena Kelly Roxxie Moth Angelina Please Emma Rose Daisy Taylor Crystal Thayer |
| 2023 |      | Emma Rose      | Janie Blade Erica Cherry Korra Del Rio Ariel Demure Jessy Dubai Khloe Kay Kasey Kei Pixi Lust Cherry Mavrik Eva Maxim Lola Morena Crystal Thayer Jade Venus Izzy Wilde                   |
| 2024 |      | Emma Rose      | Valeria Atreides Zariah Aura Asia Belle Erica Cherry Ariel Demure Tori Easton Gracie Jane Brittney Kade Kasey Kei Eva Maxim Lola Morena Daisy Taylor Jade Venus Izzy Wilde               |
| 2025 |      | Brittney Kade  | Zariah Aura Ariel Demure Ember Fiera Angellica Good Gracie Jane Kasey Kei Leilani Li Eva Maxim Lola Morena Eros Orisha Amanda Riley Emma Rose Jade Venus Izzy Wilde                      |

## Meiste Siege
- 3 Siege: Aubrey Kate
- 2 Siege: Bailey Jay, Venus Lux, Emma Rose, Vaniity

## Meiste Nominierungen
- 9 Nominierungen: Foxxy, Wendy Williams
- 7 Nominierungen: Joanna Jet, Aubrey Kate, Vaniity
- 6 Nominierungen: Venus Lux
- 5 Nominierungen: Buck Angel, Korra Del Rio, Casey Kisses, Natalie Mars
- 4 Nominierungen: Celeste, Gia Darling, Jessy Dubai, Jesse Flores, Khloe Kay, Kelli Lox, Vicki Richter, Emma Rose, Daisy Taylor
- 3 Nominierungen: Shiri Allwood, Aspen Brooks, Erica Cherry, Kayleigh Coxx, Amy Daly, Ariel Demure, Natassia Dreams, Jessica Fox, Khloe Hart, Kasey Kei, Lena Kelly, Eva Lin, Eva Maxim, Sunshyne Monroe, Lola Morena, Chelsea Poe, Domino Presley, Chanel Santini, Tiffany Starr, Hazel Tucker, Jade Venus, Izzy Wilde
- 2 Nominierungen: Zariah Aura, Michelle Austin, Morgan Bailey, Jonelle Brooks, Vo D'Balm, Mia Isabella, Kimber James, Bailey Jay, Danielle Foxxx, Ella Hollywood, Gracie Jane, Brittney Kade, Lianna Lawson, Yasmin Lee, Chelsea Marie, Marissa Minx, Ryder Monroe, Carla Novaes, Tyra Scott, Sexy Jade, Aly Sinclair, Stefani Special, Brittany St. Jordan, Allanah Starr, Wendy Summers, Holly Sweet, Crystal Thayer, Sarina Valentina